# Danh sách tập phim Gotōbun no Hanayome
Go-Tōbun no Hanayome (Nhật: 五等分の花嫁 Hepburn: Go-Tōbun no Hanayome), hay 5-Tōbun no Hanayome (tạm dịch: Nhà Có 5 Nàng Dâu) thường được gọi là The Quintessential Quintuplets  (tiếng Anh) là một series shōnen manga được viết và minh họa bởi Haruba Negi. Được cấp phép ở Bắc Mỹ bởi hai đối tác Crunchyroll-Funimation. Bản anime được thông báo sản xuất trong số 36 và 

Ảnh bìa của bộ anime, có logo cùng với 5 nhân vật chính

37 của tạp chí Weekly Shōnen Magazine vào 8 tháng 8 năm 2018. Với đạo diễn là Satoshi Kuwabara và kịch bản được viết bởi Keiichirō Ōchi, sản xuất hoạt hình do Tezuka Productions, thiết kế nhân vật bởi Michinosuke Nakamura và Gagakuga, âm nhạc bởi Natsumi Tabuchi, Hanae Nakamura, và Miki Sakurai. Các tập phim được công chiếu từ ngày 10 tháng 1 năm 2019 trên các kênh TBS, Sun TV và BS-TBS cũng như nhiều kênh khác, với chỉ có 12 tập dài 24 phút được chiếu. Crunchyroll công chiếu bộ phim với Funimation trong bản lồng tiếng Anh.
Kana Hanazawa, Ayana Taketatsu, Miku Itō, Ayane Sakura và Inori Minase thực hiện ca khúc đầu phim "Quintuplet Feelings" (五等分の気持ち Gotōbun no Kimochi) với tư cách nhà Nanako (中野家の五つ子 Nakano-ke no Itsuko), trong khi Aya Uchida biểu diễn ca khúc cuối phim "Sign".

## Tổng quan series
| Mùa | Mùa   | Số tập | Số tập | Phát sóng gốc       | Phát sóng gốc       |
| Mùa | Mùa   | Số tập | Số tập | Phát sóng lần đầu   | Phát sóng lần cuối  |
| --- | ----- | ------ | ------ | ------------------- | ------------------- |
|     | 1     | 12     | 12     | 10 tháng 1 năm 2019 | 28 tháng 3 năm 2019 |
|     | 2     | 12     | 12     | 8 tháng 1 năm 2021  | 26 tháng 3 năm 2021 |
|     | Movie | 1      | 1      | 20 tháng 5 năm 2022 | 20 tháng 5 năm 2022 |
|     | EX    | 2      | 2      | 2 tháng 9 năm 2023  | 9 tháng 9 năm 2023  |

## Danh sách tập phim

### Gotōbun no Hanayome (2019)
| Câu truyện | Tập | Tiêu đề                                                                         | Đạo diễn           | Biên kịch      | Phân cảnh                     | Ngày phát hành gốc  | Tk     |
| ---------- | --- | ------------------------------------------------------------------------------- | ------------------ | -------------- | ----------------------------- | ------------------- | ------ |
| 1          | 1   | Chuyển ngữ: "Go-tōbun no Hanayome" (tiếng Nhật: 五等分の花嫁)                   | Yasuo Iwamoto      | Keiichirō Ōchi | Satoshi Kuwabara              | 10 tháng 1 năm 2019 | [ 10 ] |
| 2          | 2   | Chuyển ngữ: "Okujō no kokuhaku" (tiếng Nhật: 屋上の告白)                        | Fumio Maezono      | Keiichirō Ōchi | Satoshi Kuwabara              | 17 tháng 1 năm 2019 | [ 11 ] |
| 3          | 3   | Chuyển ngữ: "Mondai wa yamadzumi" (tiếng Nhật: 問題は山積み)                    | Yorifusa Yamaguchi | Keiichirō Ōchi | Satoshi Kuwabara              | 24 tháng 1 năm 2019 | [ 12 ] |
| 4          | 4   | Chuyển ngữ: "Kyō wa o yasumi" (tiếng Nhật: 今日はお休み)                        | Satoshi Kuwabara   | Mayumi Morita  | Minoru Yamaoka                | 31 tháng 1 năm 2019 | [ 13 ] |
| 5          | 5   | Chuyển ngữ: "Zen'in de go-tōbun" (tiếng Nhật: 全員で五等分)                     | Fumio Maezono      | Mayumi Morita  | Satoshi Kuwabara Kasumi Hasuo | 7 tháng 2 năm 2019  | [ 14 ] |
| 6          | 6   | Chuyển ngữ: "Tsumiageta mono" (tiếng Nhật: 積み上げたもの)                      | Yuuki Morita       | Keiichirō Ōchi | Satoshi Kuwabara              | 14 tháng 2 năm 2019 | [ 15 ] |
| 7          | 7   | Chuyển ngữ: "Usotsuki usotarou" (tiếng Nhật: 嘘つき嘘たろう)                    | Fumihiro Yoshimura | Keiichirō Ōchi | Satoshi Kuwabara              | 21 tháng 2 năm 2019 | [ 16 ] |
| 8          | 8   | Chuyển ngữ: "Hajimari no shashin" (tiếng Nhật: 始まりの写真)                    | Ryou Miyata        | Keiichirō Ōchi | Minoru Yamaoka                | 28 tháng 2 năm 2019 | [ 17 ] |
| 9          | 9   | Chuyển ngữ: "Musubi no densetsu Ichinichime" (tiếng Nhật: 結びの伝説 1日目)     | Takayuki Chiba     | Mayumi Morita  | Satoshi Kuwabara              | 7 tháng 3 năm 2019  | [ 18 ] |
| 10         | 10  | Chuyển ngữ: "Musubi no densetsu Futsukame" (tiếng Nhật: 結びの伝説 2日目)       | Takuo Suzuki       | Mayumi Morita  | Minoru Yamaoka                | 14 tháng 3 năm 2019 | [ 19 ] |
| 11         | 11  | Chuyển ngữ: "Musubi no densetsu Mikkame" (tiếng Nhật: 結びの伝説 3日目)         | Midori Yoshizawa   | Keiichirō Ōchi | Satoshi Kuwabara              | 21 tháng 3 năm 2019 | [ 20 ] |
| 12         | 12  | Chuyển ngữ: "Musubi no densetsu 2000-nichime" (tiếng Nhật: 結びの伝説 2000日目) | Fumihiro Yoshimura | Keiichirō Ōchi | Satoshi Kuwabara              | 28 tháng 3 năm 2019 | [ 21 ] |

### Gotōbun no Hanayome ∬ (2021)
| Câu truyện | Tập | Tiêu đề                                                                         | Đạo diễn                  | Biên kịch      | Phân cảnh                 | Ngày phát hành gốc  | Tk     |
| ---------- | --- | ------------------------------------------------------------------------------- | ------------------------- | -------------- | ------------------------- | ------------------- | ------ |
| 13         | 1   | Chuyển ngữ: "Kyō to Kyōto no Kyō to Tomo" (tiếng Nhật: 今日と京都の凶と共)      | Kaori                     | Keiichirō Ōchi | Kaori                     | 8 tháng 1 năm 2021  | [ 24 ] |
| 14         | 2   | Chuyển ngữ: "Nanatsu no Sayonara Daiisshō" (tiếng Nhật: 七つのさよなら 第一章)  | Yūichirō Aoki Ippei Ichii | Keiichirō Ōchi | Taizō Yoshida             | 15 tháng 1 năm 2021 | [ 25 ] |
| 15         | 3   | Chuyển ngữ: "Nanatsu no Sayonara Dainishō" (tiếng Nhật: 七つのさよなら 第二章)  | Shigeru Kimiya            | Keiichirō Ōchi | Ryōma Mizuno              | 22 tháng 1 năm 2021 | [ 26 ] |
| 16         | 4   | Chuyển ngữ: "Nanatsu no Sayonara Daisanshō" (tiếng Nhật: 七つのさよなら 第三章) | Kento Shintani            | Keiichirō Ōchi | Kaori Kento Shintani      | 29 tháng 1 năm 2021 | [ 27 ] |
| 17         | 5   | Chuyển ngữ: "Kyō wa Otsukare" (tiếng Nhật: 今日はお疲れ)                        | Yūichirō Aoki             | Keiichirō Ōchi | Kaori Ryōma Mizuno        | 5 tháng 2 năm 2021  | [ 28 ] |
| 18         | 6   | Chuyển ngữ: "Saigo no Shiken" (tiếng Nhật: 最後の試験)                          | Mitsutaka Noshitani       | Keiichirō Ōchi | Kaori Mitsutaka Noshitani | 12 tháng 2 năm 2021 | [ 29 ] |
| 19         | 7   | Chuyển ngữ: "Kōryaku Kaishi" (tiếng Nhật: 攻略開始)                             | Ippei Ichii               | Keiichirō Ōchi | Taizō Yoshida             | 19 tháng 2 năm 2021 | [ 30 ] |
| 20         | 8   | Chuyển ngữ: "Sukuranburu Eggu" (tiếng Nhật: スクランブルエッグ)                 | Takayuki Kitagawa         | Keiichirō Ōchi | Ikurō Morimoto            | 26 tháng 2 năm 2021 | [ 31 ] |
| 21         | 9   | Chuyển ngữ: "Yōkoso San Nen Ichi Kumi" (tiếng Nhật: ようこそ3年1組)             | Kazuomi Koga              | Keiichirō Ōchi | Taizō Yoshida             | 5 tháng 3 năm 2021  | [ 32 ] |
| 22         | 10  | Chuyển ngữ: "Gowazuru no Ongaeshi" (tiếng Nhật: 五羽鶴の恩返し)                 | Yoshihisa Matsumoto       | Keiichirō Ōchi | Taizō Yoshida             | 12 tháng 3 năm 2021 | [ 33 ] |
| 23         | 11  | Chuyển ngữ: "Shisutāzu Wō Zenhan Sen" (tiếng Nhật: シスターズウォー 前半戦)     | Akiko Seki                | Keiichirō Ōchi | Ikurō Morimoto            | 19 tháng 3 năm 2021 | [ 34 ] |
| 24         | 12  | Chuyển ngữ: "Shisutāzu Wō Kōhan Sen" (tiếng Nhật: シスターズウォー 後半戦)      | Kaori                     | Keiichirō Ōchi | Kaori                     | 26 tháng 3 năm 2021 | [ 35 ] |

### Gotōbun no Hanayome Movie (2022)
| Câu truyện | Tập | Tiêu đề                                                                                             | Đạo diễn                                                                                     | Biên kịch      | Phân cảnh                                                                            | Ngày phát hành gốc  | Tk  |
| ---------- | --- | --------------------------------------------------------------------------------------------------- | -------------------------------------------------------------------------------------------- | -------------- | ------------------------------------------------------------------------------------ | ------------------- | --- |
| 25         | 1   | "Gotōbun no Hanayome Movie" Chuyển ngữ: "Eiga Go-Tōbun no Hanayome" (tiếng Nhật: 映画 五等分の花嫁) | Hiroshi Hara Takahiro Hirata Yoshitsugu Kimura Ryuuta Yamamoto Taichi Yoshizawa Kiyoshi Mefu | Keiichirō Ōchi | Ikurō Morimoto Takeshi Ninomiya Takuya Satō Taizō Yoshida Tōru Harumizu Kiyoshi Mefu | 20 tháng 5 năm 2022 | TBA |

### Gotōbun no Hanayome∽ (2023)
| Câu truyện | Tập | Tiêu đề                                                                              | Đạo diễn          | Biên kịch      | Phân cảnh        | Ngày phát hành gốc | Tk     |
| ---------- | --- | ------------------------------------------------------------------------------------ | ----------------- | -------------- | ---------------- | ------------------ | ------ |
| 26         | 1   | Chuyển ngữ: "Gūzen no Nai Natsuyasumi (Zenpen)" (tiếng Nhật: 偶然のない夏休み・前編) | Kōji Matsumura    | Keiichirō Ōchi | Kōji Matsumura   | 2 tháng 9 năm 2023 | [ 36 ] |
| 27         | 2   | Chuyển ngữ: "Gūzen no Nai Natsuyasumi (Kōhen)" (tiếng Nhật: 偶然のない夏休み・後編)  | Yukihiro Miyamoto | Keiichirō Ōchi | Midori Yoshizawa | 9 tháng 9 năm 2023 | [ 36 ] |